# اوهرتشیتسه (ناحیه زنویمو)
اوهرتشیتسه (به چکی: Uherčice) یک منطقهٔ مسکونی در جمهوری چک است که در ناحیه زنویمو واقع شده‌است. اوهرتشیتسه ۱۲٫۵۵ کیلومتر مربع مساحت و ۴۰۸ نفر جمعیت دارد و ۴۳۰ متر بالاتر از سطح دریا واقع شده‌است.